# Titre (anticorps)
Pour les articles homonymes, voir Titre.

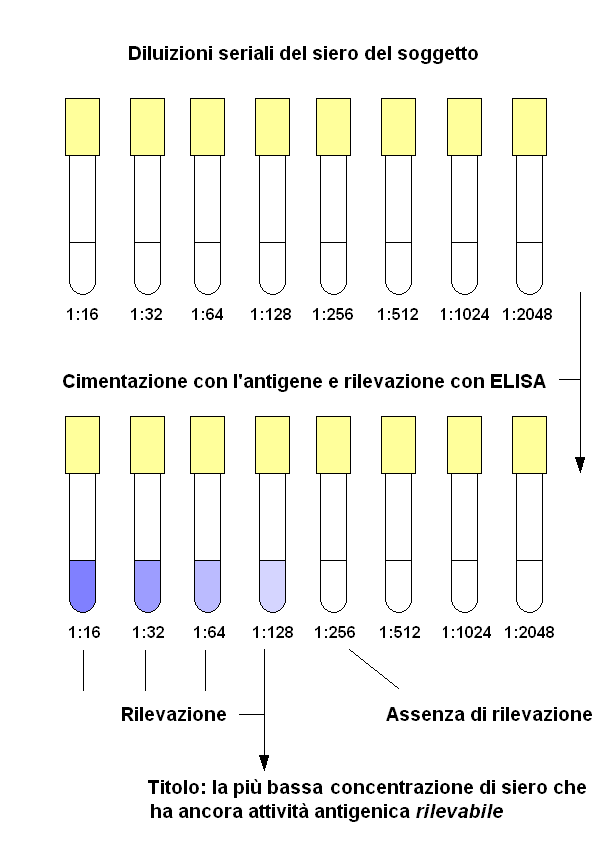
Anticorps

Un titre d'anticorps est une mesure de la quantité d'anticorps produite par un organisme qui reconnaît un épitope particulier, exprimée comme l'inverse de la plus grande dilution (dans une dilution en série) qui donne toujours un résultat positif. ELISA est un moyen courant de déterminer les titres d'anticorps,. 
Par exemple, le test indirect de Coombs détecte la présence d'anticorps anti-Rh dans le sérum sanguin d'une femme enceinte. Un patient peut avoir un « titre de Coombs indirect » de 16. Cela signifie que le sérum du patient donne un test de Coombs indirect positif à n'importe quelle dilution jusqu'à 1/16 (1 partie de sérum pour 15 parties de diluant). À des dilutions plus importantes, le test de Coombs indirect est négatif. Si quelques semaines plus tard, la même patiente avait un titre de Coombs indirect de 32 (dilution 1/32, soit 1 partie de sérum pour 31 parties de diluant), cela signifierait qu'elle produisait plus d' anticorps anti-Rh, car il faut une plus grande dilution pour obtenir un test négatif. 
De nombreux tests sérologiques traditionnels tels que l'hémagglutination ou la fixation du complément utilisent ce principe. De tels tests peuvent généralement être lus visuellement, ce qui les rend rapides et économiques dans un environnement "low-tech". L'interprétation des titres sérologiques est guidée par des valeurs de référence spécifiques à l'antigène ou à l'anticorps en question; un titre de 1:32 peut être inférieur au seuil pour un test mais supérieur pour un autre.